# Tachysphex
Tachysphex é um género de insecto da família Sphecidae.
Este género contém as seguintes espécies:
- Tachysphex pechumani